# Triclema oculatus
Triclema oculatus är en fjärilsart som beskrevs av Grose-smith och Kirby 1893. Triclema oculatus ingår i släktet Triclema och familjen juvelvingar. Inga underarter finns listade i Catalogue of Life.